# Diario La Columna
El diario La Columna de Maracaibo fue uno de los diarios más importantes del Estado Zulia, Venezuela, durante el siglo XX. Fue fundado por la periodista Teresa López Bustamante el 2 de enero de 1924, como diario católico vespertino de la Arquidiócesis de Maracaibo. Fue el primer impreso Venezolano totalmente realizado en microcomputadora, iniciando esta técnica en el país en el año 1989. Dejó de circular definitivamente en el año 1999, cumpliendo un ciclo de 75 años.

## Historia

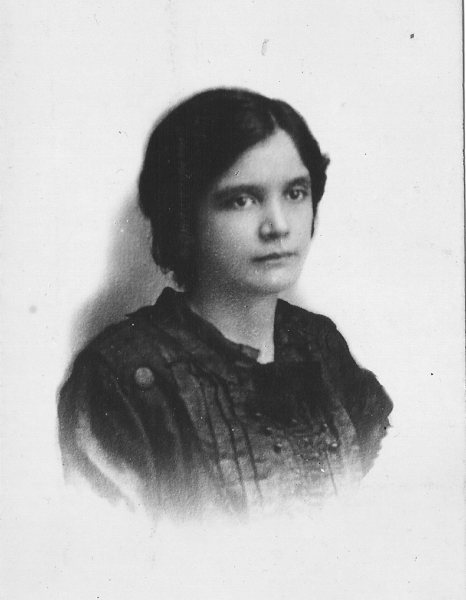
Teresa López Bustamante, fundadora del diario La Columna

Desde finales del siglo XIX la iglesia católica del Estado Zulia experimentaba un vacío informativo, pues no contaba con un medio de divulgación de sus actividades. Este hecho fue percibido a principios del siglo XX por la periodista Teresa López Bustamante, formada en los talleres del diario El Fonógrafo, quien propuso a la arquidiócesis la idea de crear su propio medio de información. Así nació bajo su dirección el periódico "El bien del Pueblo", creado por la periodista con el apoyo del presbítero Helímenaz Añez. Muy pronto el periódico cambiaría su nombre por el de diario La Columna y protagonizaría una larga trayectoria informativa en el Estado Zulia.

### Cronología
El origen de La Columna está vinculado a la historia política de Venezuela. Surge durante el gobierno del dictador Juan Vicente Gómez, por una situación relacionada con la censura de prensa, que trae en 1917 la clausura del diario más antiguo del Zulia, “El Fonógrafo”.

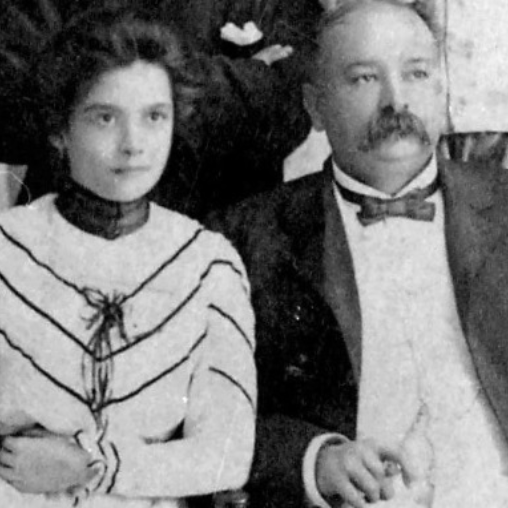
La periodista Teresa López Bustamante junto al editor Eduardo López Rivas, su progenitor.

La periodista Teresa López Bustamante se había formado en ese diario. Como hija de su editor y propietario, Eduardo López Rivas, entonces difunto, había además sido la encargada de la casa editorial de la familia la Imprenta Americana.
La clausura de "El Fonógrafo" conllevó la de la “Imprenta Americana” y el encarcelamiento de sus tres hermanos, quedando Teresa sola y sin el negocio familiar. La imprenta fue expropiada, pero Teresa logró salvar los viejos equipos, que conservaba en su residencia. “El Fonógrafo” acababa de inaugurar una nueva imprenta, apenas meses antes, y en su residencia se guardaban aún los usados hasta entonces.
Como miembro de la sociedad católica de Maracaibo “Las Marías”, propuso editar un periódico religioso, utilizando los antiguos equipos de “El Fonógrafo”. Así se instaló la que luego se llamaría imprenta "Las Marías”. Puso toda su experiencia en la redacción y edición del periódico, un semanario de cuatro páginas que bautizó como “El Bien del Pueblo”. Dado el carácter conservador de la sociedad de entonces, con muy reducidos espacios para la mujer, su nombre no aparecía en el periódico. Todos los créditos reposaron sobre la firma de Monseñor Helímenas Añez, aunque fuera ella la periodista iniciadora, la redactora y la impresora de la hoja semanal.
En 1924 ocurre la liberación de su hermano mayor, Eduardo López Bustamante, anunaciada desde finales de 1923. Con ello llega también el fin de la vigilancia permanente del gobierno, sobre la persona de Teresa. Es entonces cuando la periodista propone al obispado continuar el periódico, pero como un diario oficial de la iglesia católica. Sin temor a represalias por parte de la dictadura, en 1924 la periodista dona a la Arquidiócesis la imprenta de "Las Marías". El periódico renace con un nuevo nombre, "La Columna", pero siguió bajo la dirección de Teresa López Bustamante hasta que contó con personal, formado por ella, que continuó la labor. ”.

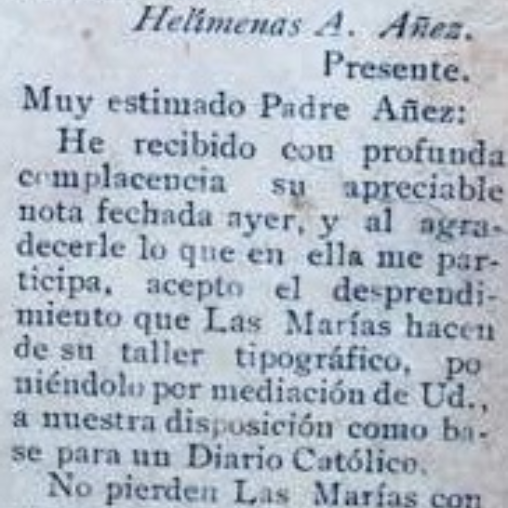
Nota del obispo del Zulia, Marcos Sergio Godoy, aparecida en el primer número de "La Columna. En la nota el obispo agradece la donación de la imprenta "Las Marías", propiedad de Teresa López Bustamante, para iniciar la impresión del diario.

### Fundación de La Columna
El diario La Columna se fundó oficialmente en Maracaibo, el 2 de enero de 1924, durante la gestión del obispo Marcos Sergio Godoy. Ese día salió a la luz su primer número con el nombre de "La Columna", Diario Católico. Entre los cimientos de La Columna, nombre de uno de los artículos en la primera página, se mencionaba la donación de la imprenta "Las Marías" a la Catedral. Fue un diario conservador, de gran contenido religioso, pero a la vez un líder de opinión respetado. Sus ocasionales mensajes editoriales produjeron siempre profunda reflexión entre los zulianos. El diario la Columna se publicó hasta el día 15 de octubre de 1999, fecha en que dejó de circular definitivamente.

## Contenido y circulación

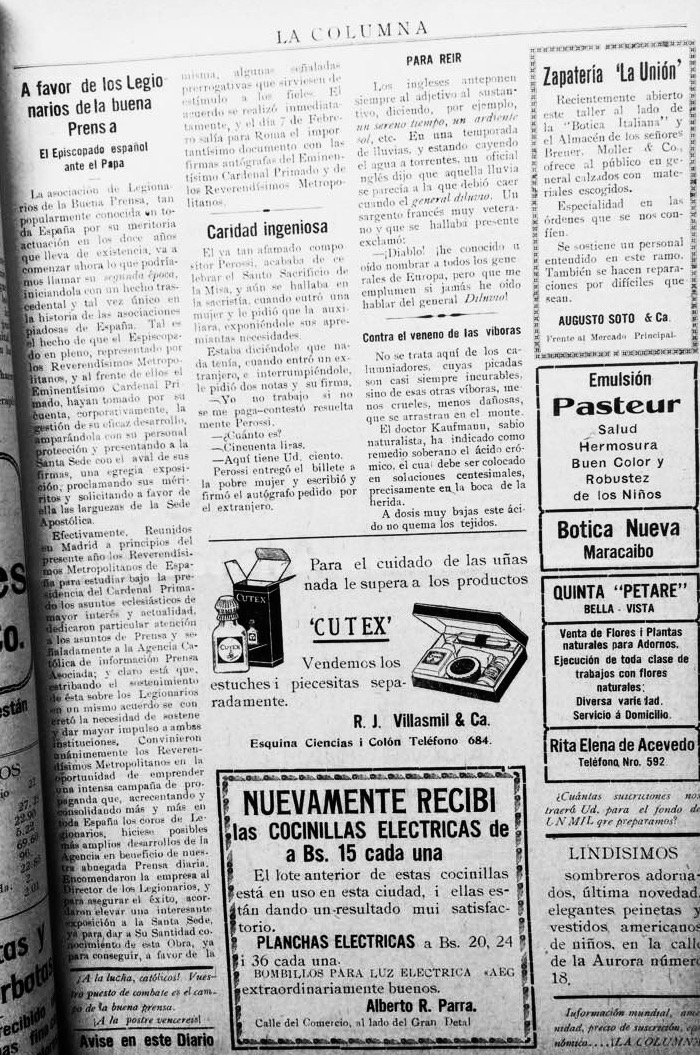
Página interior del diario "La Columna", en una edición de 1924.

Desde su comienzo “La Columna” fue un diario vespertino y así se mantuvo durante sus 75 años de circulación. Se caracterizó siempre por la venta a través de suscripciones. Al comienzo contenía temas profundamente religiosos. Pronto aparecieron también avisos relacionados con la religión católica e invitaciones a Misas, mezclados con mensajes dirigidos a ilustrar a la feligresía cristiana sobre valores y dogmas de la iglesia.
A través de los años de circulación diaria, “La Columna” se fue consolidando dentro de la sociedad zuliana, Se había transformado en un auténtico medio de comunicación social de la iglesia y gozaba de gran credibilidad. Aumentó poco a poco el número de páginas y en los años sesenta del siglo XX cubría ya toda la información de actualidad, particularmente la del Zulia.
Prominentes figuras del clero zuliano fueron sus directores, entre ellos Helímenas Añez, Roberto Acedo,  Mariano José Parra León,  Roberto Lückert León y Joaquín Troconis. El único director seglar fue el señor Guillermo Lugo.

## Casa editorial
Después de fundarse el diario y consolidarse la imprenta, La Columna se convirtió también en una casa editorial especializada en temas religiosos. Publicó muchos libros sobre milagros, vidas de santos, y evocaciones de María (madre de Jesús). Entre ellas la conocida edición de los milagros de la llamada “Virgen del Rosario de la Chiquinquirá”, patrona del Estado Zulia, libro publicado en 1929 por Editorial La Columna.

## Pionero en electrónica
Hasta los años ochenta del siglo XX los diarios venezolanos armaban sus ediciones a utilizando el sistema de impresión Ófset, cuyo punto central era la edición de páginas a través de planchas de metal. Algunos incluso usaban todavía el viejo sistema de Linotipia para la composición de los textos.
En 1989 La Columna cambia drásticamente este escenario, revolucionando el sistema de composición de páginas a través de medios electrónicos. Ese año sus talleres se transforman cuando pasa a ser el primer impreso Venezolano totalmente realizado en microcomputadora, o computadora personal; también conocido como Compatible IBM PC. Esta modalidad fue seguida rápidamente por otros impresos del país, cambiando para siempre los departamentos de impresión y diseño de los periódicos de Venezuela y creando nuevas modalidades dentro de la profesión del periodismo nacional.